# V polnotsj na kladbisjtsje
V polnotsj na kladbisjtsje (Russisch: В полночь на кладбище) is een russische film uit 1910 van regisseur Vasili Gontsjarov.

## Verhaal
De film vertelt over mensen die besluiten een weddenschap aan te gaan, volgens welke ze om middernacht naar de begraafplaats moeten komen.